# Wolfgang Hefermehl
Wolfgang Hefermehl (* 18. September 1906 in Elsterwerda; † 29. Oktober 2001 in Heidelberg) war ein deutscher Jurist, Professor an der Universität Heidelberg und einer der wirkmächtigsten Vertreter des deutschen Wirtschaftsrechts des 20. Jahrhunderts. Als SS-Mitglied seit 1934 und Landgerichtsrat (seit 1941 Oberlandesgerichtsrat)  im Reichsjustizministerium in Abordnung arbeitete er an der nationalsozialistischen Gesetzgebung mit, durch die Ende 1938 laut Hefermehl „die Judenfrage auf wirtschaftlichem Gebiet endgültig“ gelöst worden war. Hefermehl kommentierte dieses Gesetzgebungswerk im amtlichen Organ des Reichsjustizministeriums Deutsche Justiz und legitimierte es damit auch öffentlich.

## Werdegang
Hefermehl war der Sohn des späteren Präsidenten am Landgericht Wiesbaden Karl Hefermehl (1875–1960). Er besuchte das Internatsgymnasium Schulpforta und nahm nach dem Abitur ein Studium der Rechtswissenschaft an den Universitäten Berlin, Bonn und der London School of Economics and Political Science  auf. Zum 1. Mai 1933 trat er der NSDAP bei (Mitgliedsnummer 2.894.027). 1934 beendete er seine juristische Ausbildung mit der Zweiten Juristischen Staatsprüfung. Anschließend trat Hefermehl als „Einserjurist“ in den preußischen Justizdienst ein. Im Heft 44 vom 30. Oktober 1936 der Amtsblatts des Reichsjustizministeriums „Deutsche Justiz“ wurde auf S. 1647 die Versetzung Hefermehls vom Landgericht Naumburg (Saale) zum Landgericht Wiesbaden bekannt gegeben. 1941 wurde er befördert und trug bis 1945 die Amtsbezeichnung Oberlandesgerichtsrat am Oberlandesgericht Frankfurt am Main, die Abordnung an das Reichsjustizministerium blieb bestehen. Er trat in Frankfurt nie sein Amt an. Hefermehl war das einzige (nominelle) Planstellen-Mitglied an diesem OLG, das der SS angehörte. Er hatte den Rang eines SS-Untersturmführers. Im Reichsjustizministerium war er als Mitarbeiter von Ernst Geßler als „Referent für die Gesetzgebung zur Verwaltung des Feindvermögens“ tätig. 1942 wurde Hefermehl zum Kriegsdienst einberufen. Er diente in der Waffen-SS als Untersturmführer (ab 1945 Hauptsturmführer) beim Reichskommissar für die Festigung deutschen Volkstums. 1945 wurde er an der Universität Berlin mit der Untersuchung „Die feindvermögensrechtlichen Verfügungsbeschränkungen“ bei Wolfgang Siebert zum Dr. iur. promoviert.
Nach Kriegsende flüchtete Hefermehl unter falschem Namen von Berlin in die Britische Besatzungszone nach Hamburg, wo er sich bei dem Rechtsanwalt Philipp Möhring versteckte und in dessen Kanzlei er Schriftsätze verfasste. Nach einer Anzeige 1947 oder 1948 wurde er entdeckt, festgenommen und einem Entnazifizierungsverfahren unterzogen, konnte sich aber mit einem lückenhaften Schriftenverzeichnis als minderbelastet darstellen. Er zog nach Nordwalde bei Münster, dem Heimatort seiner Frau. In Hessen wurde ihm eine untergeordnete Stelle als Inspektor angeboten, die er ausschlug. Hiernach arbeitete er als Repetitor in Münster. 1953 habilitierte er sich an der Universität zu Köln bei Hans Carl Nipperdey. Nach einer Vertretungsprofessur an der Universität Heidelberg nahm Hefermehl 1956 einen Ruf an die Wirtschaftshochschule Mannheim an. 1959 wechselte er an die Westfälische Wilhelms-Universität in Münster und 1961 an die Universität Heidelberg, wo er bis zu seiner Emeritierung den Lehrstuhl für Arbeitsrecht, Bürgerliches Recht, Handels- und Wirtschaftsrecht innehatte. Ein bekannter Schüler von Wolfgang Hefermehl war Peter Ulmer.
In seinem Aufsatz über „Die Entjudung der deutschen Wirtschaft“ in der Zeitschrift Deutsche Justiz (1938) kommentierte Hefermehl ausführlich die Verordnung zur Ausschaltung der Juden aus dem deutschen Wirtschaftsleben vom 12. November 1938 (RGBl. I, 1580), deren Durchführungsverordnung vom 23. November 1938 (RGBl. I, 1642) und die Verordnung über den Einsatz des jüdischen Vermögens als Angehöriger des Reichsjustizministeriums, das wesentlicher Urheber dieser Verordnungen gewesen ist. Nach Nennung der drei Verordnungen teilt Hefermehl den Zweck mit, den sie verfolgen:
„[...] verfolgen den Zweck, den jüdischen Einfluß auf die deutsche Wirtschaft völlig zu brechen und damit die Judenfrage auf wirtschaftlichem Gebiet endgültig zu lösen. Sie stellen zugleich den Abschluß eines im ganzen betrachtet einheitlichen und planmäßigen Gesetzgebungswerks mit dem Ziel der Gesamtentjudung der deutschen Wirtschaft dar. [...] Im folgenden soll in großen Zügen ein Bild von diesem, in seinen Grundformen nunmehr feststehenden Gesetzgebungswerk gegeben werden.“
Es folgen die Abschnitte „I. Persönlicher Geltungsbereich“, „II. Die Feststellung des jüdischen Vermögens“, „III. Der Ausschluß von der wirtschaftlichen Betätigung“, „IV. Die Überführung in nichtjüdischen Besitz“, „V. Der Einsatz jüdischen Vermögens“, „VI. Sachlicher Geltungsbereich“.
Am 19. Januar 1940 erschien dann in der Zeitschrift „Deutsche Justiz“ ein Aufsatz Hefermehls mit dem Titel „Kriegswirtschaftsrecht“. Der Text beginnt so:
„Der uns von den Feindstaaten aufgezwungene Krieg hat der deutschen Wirtschaft ein eigenes rechtliches Gewand gegeben.“
Bereits am 9. Februar 1940 erschien in derselben Zeitschrift ein weiterer Aufsatz Hefermehls. Dieses Mal erläuterte er die Verordnung über die Behandlung feindlichen Vermögens vom 15. Januar 1940. In der Rubrik „Personalnachrichten“ war ein Heft zuvor mitgeteilt worden, dass Friedrich Ernst Reichskommissar für die Behandlung feindlichen Vermögens geworden sei. Hefermehl erweiterte seinen Artikel zusammen mit Karl Krieger zu einem fortlaufenden Kommentar. Der Kommentar („Loseblatt-Ausgabe“) wurde Anfang 1942 in einer Rezension der „Zeitschrift für Osteuropäisches Recht“ des Breslauer Osteuropainstituts als Leitfaden für die Praxis (in den besetzten Ostgebieten) gelobt:
„Das vorliegende Werk verfolgt den Zweck, die Praxis fortlaufend über den Sinn und die Ziele der Gesetzgebung über die Behandlung des feindlichen Vermögens in gedrängter Form zu unterrichten.
 Die Verordnung vom 15. Januar 1940 wurde durch das Gesetz über die Aufhebung von Kriegsvorschriften vom 14. Juni 1951 aufgehoben.

## Würdigungen (verliehen oder aberkannt)
1981 wurde Hefermehl mit dem Großen Bundesverdienstkreuz des Verdienstordens der Bundesrepublik Deutschland ausgezeichnet. 1983 wurde ihm die Ehrendoktorwürde der Juristischen Fakultät der Universität Salzburg verliehen, diese durch dieselbe Institution aber 2015 widerrufen, da „… die aktive Verbreitung nationalsozialistischer Ideologie im Verfahren zur Verleihung des Ehrendoktorates verschwiegen worden“ seien. Er sei früh der SS beigetreten und ab 1934 SS-Sturmführer gewesen. Er sei wiederholt vom Reichsjustizministerium zu Parteiveranstaltungen sowie zur Unterstützung der NSDAP beurlaubt worden, unter anderem zum Reichsparteitag 1935 und 1936 sowie zur Betreuung ausländischer Gäste bei den Olympischen Winterspielen in Garmisch-Partenkirchen.
Postum wurden Wirken und Werk Hefermehls im Dezember 2001 mit der Großen Universitätsmedaille der Universität Heidelberg gewürdigt. Diese Ehrung wurde im März 2025 widerrufen. In einer Mitteilung der Universität Heidelberg wird die Aberkennung der Großen Universitätsmedaille dadurch begründet, „dass Prof. Hefermehl in einem zum Zeitpunkt seiner Ehrung mit der Universitätsmedaille nicht bekannten Ausmaß in nationalsozialistische Umtriebe und Maßnahmen verstrickt war.“
Die Deutsche Vereinigung für gewerblichen Rechtsschutz und Urheberrecht verlieh ihm die Ehrenmitgliedschaft und widmete ihm zu seinem 90. Geburtstag mit dem September-Heft 1996 der juristischen Zeitschrift Gewerblicher Rechtsschutz und Urheberrecht eine Festschrift.

## Primärliteratur
- Wolfgang Hefermehl: Die Entjudung der deutschen Wirtschaft, in: Deutsche Justiz, Heft 50 vom 16. Dezember 1938, S. 1981–1984
- Wolfgang Hefermehl und Karl Krieger: Behandlung des feindlichen Vermögens. Kommentar zur Verordnung über die Behandlung feindlichen Vermögens vom 15. Januar 1940; München & Berlin: C. H. Beck 1940

## Sekundärliteratur
- Werner Knopp: Wolfgang Hefermehl. In: Juristen im Portrait. Verlag und Autoren in 4 Jahrzehnten. Verlag C.H. Beck, München 1988, ISBN 3-406-33196-3, S. 396–405
- Peter Ulmer: Wolfgang Hefermehl. In: Stefan Grundmann, Karl Riesenhuber (Hrsg.), Deutschsprachige Zivilrechtslehrer in Berichten ihrer Schüler. Eine Ideengeschichte in Einzeldarstellungen, Band 1, Berlin 2007, S. 238–259. Bei Google-Books verfügbar
- Louis Pahlow: Wolfgang Hefermehl (1906-2001). In: Simon Apel, Louis Pahlow, Matthias Wießner (Hrsg.): Biographisches Handbuch des Geistigen Eigentums, Mohr Siebeck, Tübingen 2017, ISBN 3-16-154999-6, S. 133–137.